# Shadow of the Thin Man
Shadow of the Thin Man (La sombra del acusado en España) y La sombra de los acusados en Hispanoamérica) es una película estadounidense de 1941 dirigida por W. S. Van Dyke y dirigida por William Powell, Myrna Loy y Barry Nelson. 
Es la cuarta película de la saga El hombre delgado, que está compuesto por un total de seis películas, que fueron rodadas entre 1934 y 1947.

## Argumento
Un jinete es asesinado en los vestuarios, tras retirarse de una carrera a la que habían acudido Nora y su marido Nick. A pesar de ello la pareja vuelve a las carreras precisamente el día en que se comete otro asesinato.

## Reparto
| Actor          | Personaje              |
| -------------- | ---------------------- |
| William Powell | Nick Charles           |
| Myrna Loy      | Nora Charles           |
| Barry Nelson   | Paul Clark             |
| Donna Reed     | Molly                  |
| Sam Levene     | Teniente Abrams        |
| Alan Baxter    | 'Whitey' Barrow        |
| Henry O'Neill  | Mayor Jason I. Sculley |
| Richard Hall   | Nick Charles Jr.       |
| Stella Adler   | Claire Porter          |
| Loring Smith   | 'Link' Stephens        |

## Producción
Las escenas exteriores de la película fueron rodadas en San Francisco, incluido las escenas en el entonces muy nuevo puente de la Bahía de esa ciudad. Se filmó para ello entre el 3 y el final de agosto de 1941. La película costó 821 000 dólares y, una vez filmado en su totalidad, se estrenó el 21 de noviembre de 1941.

## Recepción
La película tuvo una recaudación de 2,301 millones de dólares, lo que la convirtió en un éxito. Eso posibilitó otra secuela, que se filmó en 1945.
Hoy en día la película ha sido valorada en diferentes portales cinematográficos y los críticos profesonales. En IMDb, por ejemplo, con aproximadamente 7300 votos registrados, el filme obtiene una media ponderada de 7,2 sobre 10. En cuanto a Rotten Tomatoes, los más de 2500 votos registrados en ese portal le dieron una valoración media de 3,9 de 5,mientras que 7 de los 8 críticos porfeionales registrados allí le dan una valoración positiva. También cabe destacar, que en La Vanguardia el 70 % de los usuarios registrados en ese periódico le dan al largometraje una valoración positiva.